# Triphoroidea
Triphoroidea zijn een superfamilie van weekdieren uit de klasse van de Gastropoda (slakken).

## Taxonomie
De volgende taxa families zijn bij de superfamilie ingedeeld:
- Berendinellidae Guzhov, 2005 †
- Cerithiopsidae H. Adams & A. Adams, 1853
- Newtoniellidae Korobkov, 1955
- Triphoridae Gray, 1847

### Synoniemen
- Eumetulidae Golikov & Starobogatov, 1975 => Eumetulinae Golikov & Starobogatov, 1975
- Triforidae => Triphoridae Gray, 1847